# Эльшлегель, Эрик
Эрик Эльшлегель (нем. Eric Oelschlägel; род. 20 сентября 1995, Хойерсверда, Котбус) — немецкий футболист, вратарь.

## Клубная карьера
Эльшлегель начал свою молодёжную карьеру в 2001 году в дрезденском «Динамо». С 2006 по 2008 года он играл за «Дрезден Штризен», а затем вернулся в «Динамо». В 2012 он стал игроком молодежного состава бременского «Вердера». В сезоне 2014/15 Эльшлегель вошёл во вторую команду, которая в то время играла в региональной лиге «Север», дебютировав 16 ноября 2014 года в выездной игре против «Брауншвейга» (4:0). В 2015 году он помог клубу выйти в Третью лигу.
В июле 2015 отправился на тренировочный сбор с основной командой в Нойруппине, а в январе следующего года подписал первый профессиональный контракт с бременским клубом.
20 июня 2018 года Эльшлегель подписал годичный контракт с дортмундской «Боруссией», став третьим вратарём, играя за вторую команду в региональной лиге «Запад». В феврале 2019 года он сыграл первый матч и единственный матч за основную команду в Кубке Германии против бременского «Вердера», где первый и второй вратари, Роман Бюрки и Марвин Хитц не смогли принять участие. Матч завершился вничью в основное и в дополнительное время (3:3) и перешёл в серию пенальти. Эльшлегель ни один удар не парировал, а «Вердер» прошёл дальше.
5 октября 2020 года Эльшлегель стал игроком «Утрехта», подписал с нидерландским клубом однолетний контракт.
В июле 2022 года перешёл в «Эммен».

## Международная карьера
Эльшлегель в качестве запасного игрока был включен в состав олимпийской сборной Германии на летние Олимпийские игры 2016 года в Рио-де-Жанейро. Он оставался бездействующим до матча за золотую медаль, когда главный тренер Хорст Хрубеш вызвал его на место полузащитника Леона Горецки, который получил травму в матче открытия турнира. Хоть он не принял участие в матче, он все же заработал серебряную медаль после того, как немцы проиграли бразильцам в серии пенальти.

## Клубная статистика
| Клуб                   | Сезон      | Лига                      | Лига  | Лига | Кубок | Кубок | Континент | Континент | Итог  | Итог |
| Клуб                   | Сезон      | Дивизион                  | Матчи | Голы | Матчи | Голы  | Матчи     | Голы      | Матчи | Голы |
| ---------------------- | ---------- | ------------------------- | ----- | ---- | ----- | ----- | --------- | --------- | ----- | ---- |
| Вердер II              | 2014/15    | Региональная лига «Север» | 1     | 0    | -     | -     | -         | -         | 1     | 0    |
| Вердер II              | 2015/16    | Третья лига               | 19    | 0    | -     | -     | -         | -         | 19    | 0    |
| Вердер II              | 2016/17    | Третья лига               | 12    | 0    | -     | -     | -         | -         | 12    | 0    |
| Вердер II              | 2017/18    | Третья лига               | 36    | 0    | -     | -     | -         | -         | 36    | 0    |
| Вердер II              | Итог       | Итог                      | 68    | 0    | -     | -     | -         | -         | 68    | 0    |
| Боруссия II (Дортмунд) | 2018/19    | Региональная лига «Запад» | 28    | 0    | -     | -     | -         | -         | 28    | 0    |
| Боруссия II (Дортмунд) | 2019/20    | Региональная лига «Запад» | 15    | 0    | -     | -     | -         | -         | 15    | 0    |
| Боруссия II (Дортмунд) | Итог       | Итог                      | 43    | 0    | -     | -     | -         | -         | 43    | 0    |
| Боруссия (Дортмунд)    | 2018/19    | Бундеслига                | 0     | 0    | 1     | 0     | -         | -         | 1     | 0    |
| Йонг Утрехт            | 2020/21    | Первый дивизион           | 1     | 0    | -     | -     | -         | -         | 1     | 0    |
| Утрехт                 | 2020/21    | Эредивизи                 | 19    | 0    | 1     | 0     | -         | -         | 20    | 0    |
| Общий итог             | Общий итог | Общий итог                | 131   | 0    | 2     | 0     | -         | -         | 133   | 0    |

## Достижения

### Клубные
«Боруссия» (Дортмунд)
- Обладатель Суперкубка Германии: 2019

### Международные
Сборная Германии
- Серебряный призёр летних Олимпийских игр: 2016